# Flughafen Vichadero

i7
i11
i13
Der Aeropuerto de Vichadero (IATA-Flughafencode: VCH - ICAO-Flughafencode: SUVO) ist ein Flughafen in Uruguay.
Er liegt nordöstlich der Stadt Vichadero im Departamento Rivera im Norden Uruguays. Die Pistenlänge beträgt ca. 1033 Meter (3390 Fuß). Sie liegt auf einer Höhe von 149 Metern (489 Fuß). Zwischen 1955 und 1983 wickelte die Fluggesellschaft Pluna regelmäßig Flüge über den Flughafen ab.